# Appleton, Minnesota
Appleton là một thành phố thuộc quận Swift, tiểu bang Minnesota, Hoa Kỳ. Năm 2010, dân số của thành phố này là 1412 người.

## Dân số
- Dân số năm 2000: 2871 người.
- Dân số năm 2010: 1412 người.